# 破鲁堡乡
破鲁堡乡是中华人民共和国山西省大同市新荣区下辖的一个乡。2021年3月，撒销上深涧乡，整建制并入破鲁堡乡。以原上深涧乡和原破鲁堡乡的行政区域为破鲁堡乡的行政区域。

## 行政區劃
破鲁堡乡下辖16个村
火石沟村、破鲁堡村、东旺庄村、彭场村、水深唐村、西旺庄村、碱滩村、六墩村、栗恒窑村、裴家窑村、高向台村、黄土口村、吴施窑村、山前庄村、王屯村和八墩村，
上深涧村、下深涧村、蔡家窑村、施家洼村、刘安窑村、马家村、后所沟村、前窑村、新村、北辛窑村、东梁村、前坡村、东坡村和后坡村。